# Vicente Parra
Pour les articles homonymes, voir Parra (homonymie).
Vicente Parra, né le 5 février 1931 à Oliva et mort le 2 mars 1997 à Madrid, est un acteur espagnol.

## Filmographie
- 1953 : Flight 971 : Rafael Azarías
- 1954 : Manicomio : Alejo
- 1954 : The Fisher of Songs : Pretendiente de María del Mar
- 1954 : La patrulla : Matías hijo
- 1955 : Cancha vasca : Chano
- 1956 : Andalusia Express : Miguel Hernández
- 1956 : Fedra : Fernando
- 1957 : The Battalion in the Shadows : Carlos, pintor
- 1957 : Classe di ferro (1957) - Gianni
- 1958 : Rapsodia de sangre : Pulac Andras
- 1958 : Pain, Amour et Andalousie : Paco
- 1959 : Tu seras reine ¿Dónde vas, Alfonso XII?) : Alfonso XII
- 1959 : Los cobardes : Juan
- 1959 : Un mundo para mí : Andre
- 1959 : Brevi amori a Palma di Majorca : Gianni
- 1960 : ¿Dónde vas, triste de ti? :Alfonso XII
- 1961 : Darling : Miguel - Michael
- 1963 : The Fair of the Dove: Majestad (uncredited)
- 1963 : La verbena de la Paloma : Julián
- 1965 : Aragonese Nobility : Sebastián
- 1965 : Cotolay : Francisco de Asís
- 1966 : Las locas del conventillo : Manolo
- 1967 : Good Morning, Little Countess : Ramiro
- 1967 : The Partisan of Villa : Capitán Pablo Márquez
- 1967 : Sábado en la playa
- 1971 : Variétés (es) de Juan Antonio Bardem  : Miguel Solís
- 1972 : La Semaine d'un assassin : Marcos
- 1973 : No One Heard the Scream : Miguel
- 1973 : El juego del adulterio : John
- 1975 : Yo fui el rey : Carlos Mendoza
- 1976 : Les Longues Vacances de 36 : Paco
- 1976 : Nosotros que fuimos tan felices : Miguel Miranda
- 1976 : La siesta : Luis
- 1977 : El espiritista : Alberto
- 1977 : La guerra de papá : Emilio
- 1977 : La Raulito en libertad : El productor
- 1977 : El transexual : Eduardo
- 1978 : El último guateque : El cura
- 1978 : El hombre que yo quiero : Eduardo
- 1979 : Cariño mío, ¿qué me has hecho? : Jorge / Rosa's husband
- 1980 : Semilla de muerte : Martín
- 1981 : La leyenda del tambor : Antoni Frac
- 1984 : Cuando Almanzor perdió el tambor : Sancho Parra
- 1984 :El último penalty : Don Juanjo
- 1993 : Cartas desde Huesca : Médico
- 1994 : Dos hombres y una mujer
- 1995 :Suspiros de España (y Portugal) : Villalba
- 1996 : Tranvía a la Malvarrosa : Padre Cáceres